# PFCメタルルグ・ベカバード
PFCメタルルグ・ベカバード (英語: PFC Metallurg Bekabad、ウズベク語: PFC Metallurg Bekobod、ロシア語: ПФК Металлург Бекабад) はウズベキスタン・タシュケント州のベカバードを拠点としていたサッカークラブである。

## 概要
1945年に設立された。クラブ名は、メインスポンサーが製鉄・冶金企業ウズベク・メタラージカル・エンタープライズ (Uzbek metallurgical enterprise) であることに由来する。（メタルルグは金属工学 - metallurgyのロシア語名Металлургияに由来する）
2025年に解散した。

## 成績
- SSRウズベキスタン・カップ: 2回
  - 1985, 1990